# Джулинський район
Джу́линський райо́н — колишній район Вінницької області.

## Історія
Утворений 19 листопада 1924 року з центром у Джулинці як складова частина Гайсинської округи в складі:
- території Красносільського району Гайсинської округи, крім селищ: Мишарівка, Пологи, Лозовата, Сокиряни, Завадівка, Красносілка і Чорна Гребля;
- території Устянського району Гайсинської округи, крім селищ: Війтівка, Цимбали, Ворони і Велика Киріївка.

3 червня 1925 Гайсинська округа розформована, район перейшов до  Тульчинської округи.
13 червня 1930 Тульчинська округа розформована, район перейшов до Уманської округи.
15 вересня 1930 Вінницька округа ліквідована, райони передані в пряме підпорядкування УСРР. До складу району увійшла територія ліквідованого Тернівського району..
3 лютого 1931 Крушинівська, Маньківська, Шумилівська, Березо-Бершадська, Устянська, Луговська, Мало-Киріївська та Овсіївська сільради передані до складу Бершадського району.
З утворенням Вінницької області 27 лютого 1932 район став її частиною.
7 червня 1946 перейменовані:
- село Вищий Ташлик на село Веселівка і Вищеташлицька сільська рада на Веселівську;
- село Нижчий Ташлик на село Костюківка і Нижчеташлицька сільська рада на Костюківську;
- хутір Маньчжурія Червонянської сільської ради на хутір Садовий.

Ліквідований 10 вересня 1959 з віднесенням території до складу Бершадського і Теплицького районів, Джулинка ввійшла до складу Бершадського району.